# 1382

## Родени
- Мехмед I, Султан на Османската империя